# Daniel Trojanowski
Pour les articles homonymes, voir Trojanowski.
Daniel Trojanowski, né le 24 juillet 1982 à Brodnica, est un rameur polonais.

## Palmarès

### Jeux olympiques
- 8e en huit barré à Athènes (2004)
- 5e en huit barré à Pékin (2008)
- participation au huit barré à Londres (2012)

### Championnats du monde d'aviron
- 12e en huit barré aux Championnats du monde d'aviron 2001 à Lucerne
- 11e en huit barré aux Championnats du monde d'aviron 2002 à Séville
- 8e en huit barré aux Championnats du monde d'aviron 2003 à Milan
- 5e en huit barré aux Championnats du monde d'aviron 2005 à Gifu
- 6e en huit barré aux Championnats du monde d'aviron 2006 à Eton
- 6e en huit barré aux Championnats du monde d'aviron 2007 à Munich
- Médaille d'or en deux barré aux Championnats du monde d'aviron 2007 à Munich
- 4e en huit barré aux Championnats du monde d'aviron 2009 à Poznań

### Championnats d'Europe d'aviron
- médaille d'argent en huit barré aux Championnats d'Europe d'aviron 2007 à Poznań,  Pologne
- médaille de bronze en huit barré aux Championnats d'Europe d'aviron 2008 à Athènes,  Grèce
- médaille d'or en huit barré aux Championnats d'Europe d'aviron 2009 à Brest,  Biélorussie
- médaille d'argent en huit barré aux Championnats d'Europe d'aviron 2010 à Montemor-o-Velho,  Portugal